# La Chapelle-Hugon
La Chapelle-Hugon és un municipi francès, situat al departament de Cher i a la regió de Centre – Vall del Loira. L'any 2007 tenia 379 habitants.

## Demografia

### Població
El 2007 la població de fet de La Chapelle-Hugon era de 379 persones. Hi havia 156 famílies, de les quals 44 eren unipersonals (24 homes vivint sols i 20 dones vivint soles), 48 parelles sense fills, 60 parelles amb fills i 4 famílies monoparentals amb fills.
La població ha evolucionat segons el següent gràfic:
Habitants censats

### Habitatges
El 2007 hi havia 208 habitatges, 157 eren l'habitatge principal de la família, 35 eren segones residències i 16 estaven desocupats. Tots els 206 habitatges eren cases. Dels 157 habitatges principals, 134 estaven ocupats pels seus propietaris, 19 estaven llogats i ocupats pels llogaters i 4 estaven cedits a títol gratuït; 1 tenia una cambra, 14 en tenien dues, 26 en tenien tres, 49 en tenien quatre i 67 en tenien cinc o més. 120 habitatges disposaven pel capbaix d'una plaça de pàrquing. A 58 habitatges hi havia un automòbil i a 83 n'hi havia dos o més.

### Piràmide de població
La piràmide de població per edats i sexe el 2009 era:
| Homes | Edats   | Dones |
| ----- | ------- | ----- |
| 0     | 95 o +  | 0     |
| 0     | 90 a 94 | 0     |
| 0     | 85 a 89 | 0     |
| 4     | 80 a 84 | 8     |
| 0     | 75 a 79 | 4     |
| 12    | 70 a 74 | 24    |
| 8     | 65 a 69 | 8     |
| 24    | 60 a 64 | 20    |
| 12    | 55 a 59 | 4     |
| 12    | 50 a 54 | 20    |
| 16    | 45 a 49 | 8     |
| 8     | 40 a 44 | 4     |
| 16    | 35 a 39 | 8     |
| 16    | 30 a 34 | 16    |
| 16    | 25 a 29 | 20    |
| 20    | 20 a 24 | 8     |
| 12    | 15 a 19 | 12    |
| 16    | 10 a 14 | 8     |
| 8     | 5 a 9   | 20    |
| 4     | 0 a 4   | 12    |

## Economia
El 2007 la població en edat de treballar era de 240 persones, 171 eren actives i 69 eren inactives. De les 171 persones actives 151 estaven ocupades (85 homes i 66 dones) i 20 estaven aturades (10 homes i 10 dones). De les 69 persones inactives 22 estaven jubilades, 14 estaven estudiant i 33 estaven classificades com a «altres inactius».

### Ingressos
El 2009 a La Chapelle-Hugon hi havia 166 unitats fiscals que integraven 400 persones, la mediana anual d'ingressos fiscals per persona era de 16.241 €.

### Activitats econòmiques
Dels 5 establiments que hi havia el 2007, 1 era d'una empresa de construcció, 1 d'una empresa de transport, 2 d'empreses immobiliàries i 1 d'una empresa classificada com a «altres activitats de serveis».
Dels 4 establiments de servei als particulars que hi havia el 2009, 1 era una oficina de correu, 1 lampisteria i 2 agències immobiliàries.
L'any 2000 a La Chapelle-Hugon hi havia 14 explotacions agrícoles que ocupaven un total de 1.458 hectàrees.

## Equipaments sanitaris i escolars
El 2009 hi havia una escola elemental.

## Poblacions més properes
El següent diagrama mostra les poblacions més properes.